# Bács Péter
Bács Péter (?, 1988. április 12. –) magyar színész, kaszkadőr, modell.

## Életútja
Színi tanulmányait Szegeden kezdte, számos nemzetközi produkcióban szerepelt, az országos ismertséget az RTL Klub Drága Örökösök sorozatában megformált lovászfiú (Lajos) hozta meg számára. 

## Fontosabb színházi szerepei
- Szeretlek, Caroline (2016)[2]
- West side story (2012)[3]
- Az élők vágyai (2011)[4]
- Veszedelmes viszonyok (2011)[5]

## Filmográfia
- Oltári csajok (2018)
- A mi kis falunk (2019)
- Drága örökösök (2019)[6]
- Drága örökösök – A visszatérés (2024)

## Videók
- https://www.youtube.com/watch?v=YI1cyJRCkt8
- https://www.youtube.com/watch?v=NTVFq83rhnk
- https://www.youtube.com/watch?v=dgYDOf8FZA8
- https://www.youtube.com/watch?v=xmp0Vr1HmP8